# بزرگترین دستاوردهای مهندسی قرن بیستم
در سال ۲۰۰۳، آکادمی ملی مهندسی در آمریکا قرنی از نوآوری: بیست دستاورد مهندسی که زندگی ما را دگرگون کردند را منتشر کرد. این اثر دربرگیرندهٔ اطلاعاتی در خصوص فهرستی از آنچه بود که نویسندگانش مهمترین بیست دستاورد مهندسی در قرن بیستم می‌دانستند، یا دستاوردهایی که بیشترین اثر را بر زندگی بشر در این دوره داشته‌اند.
این فهرست به این عبارت است:
1. برقی‌سازی
2. خودرو
3. هواپیما
4. تأمین و توزیع آب
5. الکترونیک
6. رادیو و تلویزیون
7. مکانیزاسیون کشاورزی
8. رایانه
9. تلفن
10. تهویه مطبوع و سردسازی
11. بزرگ‌راه
12. فضاپیما
13. اینترنت
14. عکسبرداری
15. لوازم خانگی بزرگ
16. فناوریهای بهداشتی
17. فناوریهای نفت خام و سوخت سنگواره‌ای
18. لیزر و فیبر نوری
19. فناوری هسته‌ای
20. دانش مواد